# Spišský Štvrtok
Spišský Štvrtok este o comună slovacă, aflată în districtul Levoča din regiunea Prešov. Localitatea se află la altitudinea de 546 m deasupra n.m., se întinde pe o suprafață de 14,24 km2 și în 2017 număra 2.499 de locuitori.

## Istoric
Localitatea Spišský Štvrtok este atestată documentar din 1263.

## Demografie
| An:                | 1994 | 2004   | 2014   | 2024   |
| ------------------ | ---- | ------ | ------ | ------ |
| Număr de persoane: | 2224 | 2339   | 2453   | 2612   |
| Diferență:         |      | +5,17% | +4,87% | +6,48% |

| An:                | 2023 | 2024   |
| ------------------ | ---- | ------ |
| Număr de persoane: | 2584 | 2612   |
| Diferență:         |      | +1,08% |

## Personalități născute aici
- Mikuláš Dzurinda⁠(d) (n. 1955), fost premier al Slovaciei.